# Município de Clay (condado de Muskingum, Ohio)
Localização do Ohio nos E.U.A.
O município de Clay (em inglês: Clay Township) é um local localizado no condado de Muskingum no estado estadounidense de Ohio. No ano 2010 tinha uma população de 1078 habitantes e uma densidade populacional de 44,26 pessoas por km².

## Geografia
O município de Clay encontra-se localizado nas coordenadas 39° 47′ 49″ N, 82° 02′ 37″ O. Segundo o Departamento do Censo dos Estados Unidos, o município tem uma superfície total de 24.36 km², da qual 24,34 km² correspondem a terra firme e (0,09 %) 0,02 km² é água.

## Demografia
Segundo o censo de 2010, tinha 1078 pessoas residindo no município de Clay. A densidade de população era de 44,26 hab./km².